# Estesímbrot
Estesímbrot (grec antic: Στησίμβροτος, llatí: Stesimbrotus) va ser un historiador i rapsodista grec nadiu de l'illa de Tasos que va viure en temps de Cimó I i de Pèricles. L'esmenten amb notable elogi tant Plató com Xenofont.
Va escriure un llibre sobre el gran poeta èpic Homer el títol del qual és desconegut, i diverses obres històriques que Plutarc va fer servir com a referència molt sovint. Una referència seva apareix a l'Etymologicum Magnum.
Estesímbrot era professor d'al·legories, un més d'entre els molts que hi havia en l'època de Sòcrates, però un dels més excel·lents. Va utilitzar l'exegesi còsmica típica de la primitiva escola al·legorista. Va fer una interpretació basada en la física natural per explicar l'episodi de la copa de Nèstor, que el rei va aixecar sense cap esforç quan ja era vell.